# 6647 Josse
6647 Josse eller 1991 GG5 är en asteroid i huvudbältet som upptäcktes den 8 april 1991 av den belgiske astronomen Eric W. Elst vid La Silla-observatoriet. Den är uppkallad efter Raymond Josse, vän till upptäckaren.
Asteroiden har en diameter på ungefär 6 kilometer.